# Perth County
Perth County ist ein County im Südwesten der kanadischen Provinz Ontario. Der County Seat ist Stratford. Die Einwohnerzahl beträgt 76.796 (Stand: 2016), die Fläche 2218,52 km², was einer Bevölkerungsdichte von 34,6 Einwohnern je km² entspricht.
Im Bezirk liegt keiner der Provincial Parks in Ontario. 
| Huron County     |                                             | Wellington County |
| Huron County     | Kompassrose, die auf Nachbargemeinden zeigt | Waterloo Region   |
| Middlesex County | Oxford County                               | Oxford County     |

## Administrative Gliederung

### Städte und Gemeinden
| Ort         | Status       | Bevölkerung (2016) |
| ----------- | ------------ | ------------------ |
| North Perth | Municipality | 13.130             |
| Perth East  | Township     | 12.261             |
| Perth South | Township     | 3.810              |
| West Perth  | Municipality | 8.865              |

Die Städte Stratford (31.465 Einwohner; Stand: 2016) und St. Marys  (7.265 Einwohner; Stand: 2016) gehören zwar geographisch und statistisch zum County, untersteht aber nicht dessen Verwaltung. Sie haben den Status einer separated municipality.

### Gemeindefreie Gebiete
Im Bezirk finden sich keine gemeindefreien Gebiete.

### Indianerreservationen
Im Bezirk finden sich keine Indianerreservationen.